# أرنود بودارت
أرنود بودار (بالفرنسية: Arnaud Bodart) هو لاعب كرة قدم بلجيكي في مركز حراسة المرمى ولد في يوم 11 مارس 1998 في مدينة سيراين في بلجيكا. يلعب حالياً مع نادي ستاندر دي لييج ويبلغ طوله 184 سم. عمه هو حارس سابق لمنتخب بلجيكا لكرة القدم غيلبيرت بودارت.